# Copa da Escócia de 1880–81
A Copa da Escócia de 1880-81 foi a 8º edição do torneio mais antigo do futebol da Escócia. O campeão foi o Queen's Park F.C., que conquistou seu 5º título na história da competição ao vencer a final contra o Dumbarton F.C., pelo placar de 2 a 1.

## Premiação
| Copa da Escócia de 1880-81            |
| Escócia                               |
| ------------------------------------- |
| Queen's Park F.C. Campeão (5º título) |